# Catalunya (métro de Barcelone)
Ne doit pas être confondu avec Plaça de Catalunya (métro de Barcelone).
Catalunya est une station des lignes 1 et 3 du métro de Barcelone. Elle est située est sous la place de Catalogne, sur le territoire de la commune de Barcelone, dans le district d'Eixample.
Elle est en correspondance avec la station Plaça de Catalunya, desservie par la ligne 6 et la ligne 7 du métro, les trains de la ligne Barcelone - Vallès et des trains de banlieue.

## Histoire
La station est ouverte au public en 1924, lors de la mise en service de la ligne I du Grand métro de Barcelone, dont elle constitue un terminus avec Lesseps.

## Services aux voyageurs

### Intermodalité
La station permet la correspondance entre les lignes 1 et 3 du métro de Barcelone et les trajets de la ligne Barcelone - Vallès des Chemins de fer de la généralité de Catalogne (FGC), notamment les lignes 6 et 7 du métro, ainsi qu'avec les lignes R1, R3, R4, RG1 et R12 des Rodalies de Catalunya.

## À proximité
La station se trouve sous la place de Catalogne, à proximité immédiate de La Rambla et du Passeig de Gràcia.